# Remind Me Tomorrow
Remind Me Tomorrow è il quinto album in studio della cantautrice statunitense Sharon Van Etten, uscito nel 2019 
sotto l'etichetta discografica Jagjaguwar. La creazione dell'album è avvenuta a seguito di un periodo di forti cambiamenti nella vita della cantante (dal 2015 al 2019 circa), che nel frattempo stava studiando al fine di conseguire la laurea in psicologia, ha partecipato in veste di attrice alle serie televisive The OA e Twin Peaks ed ha avuto il suo primo figlio.

## Accoglienza
| Recensione      | Giudizio |
| --------------- | -------- |
| AllMusic        |          |
| Pitchfork       | 8.4/10   |
| The Guardian    |          |
| Chicago Tribune |          |
| Vice            | A-       |
| The Observer    |          |
| Rolling Stone   |          |
| Metacritic      | 86/100   |
| The Independent |          |
| NME             |          |
| AnyDecentMusic? | 8.2/10   |

Per Metacritic, 
che assegna punteggi su 100 mediante le recensioni di critici affermati, l'album ha totalizzato 86 punti sua base di 34 recensioni, denotando un "consenso generale".
La giornalista musicale britannica Laura Snapes ha affermato su Pitchfork che Remind Me Tomorrow è in grado di "evocare tempeste ed esplorare la quiete che ne consegue", ricordandolo come il disco più personale e suggestivo della cantante.
Anche su Rolling Stone il disco ha ottenuto un buon successo, principalmente grazie al sound completamente nuovo per la cantante (probabilmente influenzata dal trip-hop e da un sound prettamente elettronico) e alla sua voce, paragonata dalla rivista a quella di Siouxsie Sioux per via della tonalità simile a un lamento.

## Classifiche
| Classifica (2019)         | Posizione massima |
| ------------------------- | ----------------- |
| Belgio (Fiandre)          | 49                |
| Belgio (Vallonia)         | 131               |
| Paesi Bassi               | 88                |
| Francia                   | 134               |
| Irlanda(OCC)              | 49                |
| Irlanda(IRMA)             | 3                 |
| Portogallo                | 10                |
| Scozia                    | 14                |
| Svezia                    | 39                |
| Regno Unito               | 30                |
| Stati Uniti               | 94                |
| Stati Uniti (alternative) | 11                |
| Stati Uniti (rock)        | 15                |

## Tracce
Tutte le canzoni sono state scritte da Sharon Van Etten, eccetto ove indicato.
1. I Told You Everything - 4:45
2. No One's Easy to Love - 4:34
3. Memorial Day - 4:27
4. Comeback Kid - 3:02 (Sharon Van Etten, Sam Cohen)
5. Jupiter 4 - 5:14
6. Seventeen - 4:25 (Sharon Van Etten, Kate Davis)
7. Malibu - 3:23
8. You Shadow - 3:14
9. Hands - 4:08
10. Stay - 4:00

## Formazione
- Sharon Van Etten - voce, pianoforte, organo
- Heather Woods Broderick - cori, sintetizzatori
- Zachary Dawes - basso, sintetizzatori
- McKenzie Smith - batteria, percussioni
- Luke Reynolds - lap steel guitar, chitarra, tape loop, sintetizzatori, tastiere, celesta, basso
- John Congleton - sintetizzatori, bordone, drum machine, organo, percussioni, theremin, sequencer, produzione, missaggio
- Jamie Stewart - sintetizzatori, voce, chitarra
- Lars Horntveth - chitarra, sintetizzatori, pianoforte, celesta, legni
- Brian Reitzell - batteria, organo, percussioni, cembali, bordone
- Greg Calby - masterizzazione

## Controversie
La copertina del disco, realizzata dalla fotografa e amica della cantante Katherine Dieckmann, è stata inizialmente censurata da alcune emittenti radiofoniche e televisive, e persino il colosso Facebook ha preso la decisione di eliminare tutti i post che la ritraessero, ritenendola non concorde agli standard della community in materia di nudo ed atti sessuali. Il vero senso della foto, però, raffigurante dei bambini nudi immersi in uno sfondo caotico apparentemente domestico, è quello di mostrare quanto la maternità sia assurda, tema centrale nel disco.